# Polferries
Polska Żegluga Bałtycka – Polferries (deutsch übers. Polnische Ostseereederei – Polferries) ist eine polnische Reederei mit Sitz in Kołobrzeg.

## Geschichte
Die Reederei wurde am 31. Januar 1976 als staatliches Unternehmen durch Verordnung des Ministers für Außenhandel und Seewirtschaft der Volksrepublik Polen gegründet. Die Entscheidung zur Gründung des Unternehmens wurde ausschließlich von politischen Erwägungen diktiert. Der offizielle Grund für seine Gründung war eine Strategie, die auf die sogenannte wirtschaftliche Aktivierung Mittelpommerns abzielte. Der Sitz des Unternehmens war Kołobrzeg und der erste Direktor wurde Jan Szymański. Auf Weisung des Ministers für Außenhandel und Seewirtschaft vom 8. März 1977 begann die Reederei mit Dienstleistungen im Zusammenhang mit dem Betrieb von Fähren, der Beförderung von Passagieren und Fracht ab den Fähranlegern in Danzig und Świnoujście. Die Reederei betrieb dafür bis Anfang des 21. Jahrhunderts neben mehreren Fähren auch Frachtschiffe. Die anfänglich vier Fähren übernahm sie von Polish Ocean Lines, die zuvor den Fährverkehr betrieben hatte. Die Frachtschiffe – 19 Küstenmotorschiffe – wurden von Polska Żegluga Morska (Polsteam) übernommen.
Am 31. Dezember 1991 wurde die Reederei in eine Aktiengesellschaft umgewandelt. Alle Anteile der Reederei hält der polnische Staat. In den 1990er- bis Anfang der 2000er-Jahre wurden die Frachtschiffe der Reederei verkauft und der Geschäftsbetrieb auf die Fährschifffahrt fokussiert.
Die Reederei beschäftigt circa 600 Mitarbeiter und betreibt derzeit vier RoPax-Fähren, die in der Ostsee auf drei Linien zwischen Polen und Schweden (Świnoujście–Ystad und Danzig–Nynäshamn) bzw. Dänemark (Świnoujście–Kopenhagen via Ystad) verkehren. Die Überfahrt nach Ystad in Südschweden wird über zwölfmal wöchentlich angeboten. Diese Route wird als kurzer Weg angeboten, um Kopenhagen zu erreichen, da die Stadt nur 92 Kilometer westlich von Ystad liegt. Eine weitere Route führt nach Nynäshamn, nur 60 Kilometer von Stockholm entfernt.

## Fähren
| Derzeit betriebene Strecken und Schiffe, die auf ihnen verkehren | Derzeit betriebene Strecken und Schiffe, die auf ihnen verkehren | Derzeit betriebene Strecken und Schiffe, die auf ihnen verkehren | Derzeit betriebene Strecken und Schiffe, die auf ihnen verkehren | Derzeit betriebene Strecken und Schiffe, die auf ihnen verkehren |
| Schiffsname                                                      | Bauwerft                                                         | IMO-Nummer                                                       | Linie                                                            | Bild                                                             |
| ---------------------------------------------------------------- | ---------------------------------------------------------------- | ---------------------------------------------------------------- | ---------------------------------------------------------------- | ---------------------------------------------------------------- |
| Wawel                                                            | Kockums, Malmö                                                   | 7814462                                                          | Gdańsk-Nynäshamn                                                 |                                                                  |
| Mazovia                                                          | Pt Dok Kodja Bahri, Jakarta                                      | 9010814                                                          | Świnoujście-Ystad                                                |                                                                  |
| Nova Star                                                        | Singapore Technologies Marine                                    | 9462067                                                          | Gdańsk-Ystad                                                     |                                                                  |
| Varsovia                                                         | Cantiere Navale Visentini                                        | 9990480                                                          | Świnoujście-Ystad                                                |                                                                  |